# La Tuilière
La Tuilière – miejscowość i gmina we Francji, w regionie Owernia-Rodan-Alpy, w departamencie Loara.
Według danych na rok 1990 gminę zamieszkiwały 362 osoby, a gęstość zaludnienia wynosiła 12 osób/km² (wśród 2880 gmin regionu Rodan-Alpy La Tuilière plasuje się na 1270. miejscu pod względem liczby ludności, natomiast pod względem powierzchni na miejscu 215.).